# Anécdota sobre la productividad reducida

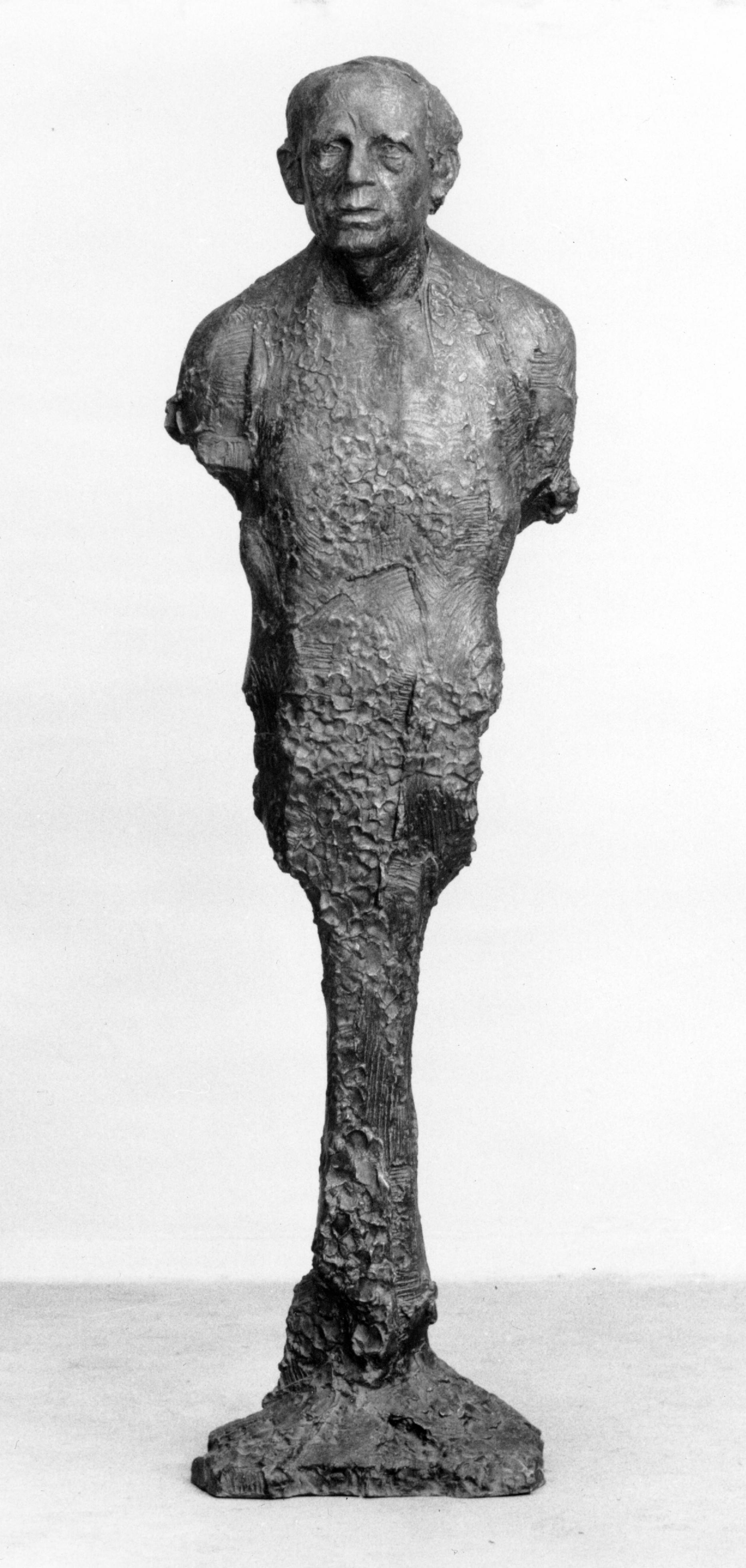
Monumento a Heinrich Böll en Berlín, Alemania

La Anécdota sobre la productividad reducida, en alemán "Anekdote zur Senkung der Arbeitsmoral", es una historia corta escrita por el premio Nobel de Literatura Heinrich Böll sobre un encuentro entre un turista empresario y un pescador local, en la cual el turista sugiere al pescador la forma en la que puede mejorar su vida. 
Fue escrita para el programa de radio May Day de la emisora Norddeutscher Rundfunk en 1963 y se considera una de las mejores historias escritas por Heinrich Böll.

## Historia
La historia transcurre en un puerto cualquiera de la costa oeste europea. Un empresario, elegantemente vestido, de turismo por la región está tomando fotografías cuando se percata de la presencia de un pescador de aspecto pobre echándose una siesta en su barca. El turista se decepciona con la actitud aparentemente vaga del pescador hacia su trabajo, así que se le aproxima y le pregunta por qué está tumbado en lugar de estar intentando capturar peces. El pescador le explica que ya había estado de pesca por la mañana y había conseguido pocos pero suficientes peces como para comer dos días.
El empresario le dice que si pesca más veces al día, podrá comprar un motor para su barca en menos de un año, una segunda barca en menos de dos años y así en adelante, de forma que algún día podrá comprar una pequeña planta de refrigeración de pescado, más tarde una empresa de procesado, volar en helicóptero, construir un restaurante que venda su mercancía y exportar langosta a París directamente y sin intermediarios.
El pescador le pregunta ¿y después qué?
El turista, entusiasmado continúa: ¡¡Entonces podrás, sin ninguna preocupación en el mundo, sentarte aquí, en el puerto, tomando el sol y mirando el mar!!
¡Pero si eso es lo que estoy haciendo ya!, responde el pescador.
El iluminado turista se marcha andando pensativo, sin compadecerse por el pescador pero con algo de envidia en el fondo.